# Ceratolobus glaucescens
Ceratolobus glaucescens är en enhjärtbladig växtart som beskrevs av Carl Ludwig von Blume. Ceratolobus glaucescens ingår i släktet Ceratolobus och familjen Arecaceae. Inga underarter finns listade i Catalogue of Life.